# 晒后假日
是2022年上映的英美合拍成長題材劇情片，由夏洛特·威尔斯执导、编剧，保罗·麦斯卡、弗兰基·科里奥和西莉亚·罗尔森-霍尔主演。故事发生在2000年代初，讲述11岁的苏格兰少女苏菲与父亲去土耳其过暑假，为他庆祝31岁生日，在那裏他們留下美好回憶。20年後，蘇菲已是當年父親出遊的年紀，她回想起那年夏天的記憶碎片，那位熟悉又陌生的父親，逐漸顯露出她不曾察覺的憂傷。
影片于2022年10月21日在美国上映，由A24发行，2022年11月18日在英国上映，MUBI发行。电影获得影评人普遍好评，其中威尔士的导演及编剧工作、麦斯卡和科里奥的表演获赞赏，其中麦斯卡获得第95屆奧斯卡金像獎最佳男主角奖提名。此外，本片还獲得四個英國電影學院獎提名，入选美国國家評論協會2022年年度十佳电影，在英国《视与听》杂志主办的作者评选年度最佳电影活动中获得第一名。

## 剧情
11岁的少女蘇菲與父親卡倫前往土耳其共度暑假。度假開始時，卡倫鼓勵蘇菲去認識其他孩子們，但蘇菲比較喜歡與年紀稍長的青少年們玩耍，她发现度假村的青少年时常讨论性爱及恋爱的话题，而且还有所行动，但他們都當她是孩子無須太早接觸。后来她在玩街机游戏时碰到一位年纪相仿的男孩，對他有所好感。苏菲注意到卡倫右手打石膏，他自稱是因為在樓梯上摔倒，同時卡倫出現吸菸的習慣，而且在電話中出奇地對她的母親表示愛意，蘇菲提及自己曾在兩人某次通話時以為他們會結婚，後來才發現是自己聽錯了。卡伦逐漸出现了抑鬱的状况，但竭力不在苏非面前表现出来，装作很享受假期的样子。蘇菲是卡倫二十歲時與女友非婚生下，自从與蘇菲的母親分手後，卡伦在工作及经济上陷入困难。一个人独处的时候，卡伦会練習太极拳緩解憂鬱，或是阅读心理自助的书籍。
苏菲虽然生性敏锐，察覺到卡倫生活遇到困難，但没有注意到卡伦的抑郁迹象。一天，父女俩去游泳，苏菲把護目鏡落在海里。虽然卡伦装作若无其事，苏菲还是能从他身上觉察到一丝不安，便向他道歉，说自己知道護目具很贵。兩人接著去水肺潛水，卡倫在穿著潛水服時遇到困難，與協助的潛水教練閒聊，教練與卡倫年紀相當，對於生活與事業很滿意，卡伦坦言对自己能活过30岁很意外，但也觉得自己应该活不过40岁了。卡伦和苏菲去逛手工地毯店，卡伦相中了一条地毯，但看到价钱昂贵就犯了难。一开始卡伦因為女儿在自己旁边，没有把地毯买下来。之后他把女儿支走，再折回去把地毯买下，靜靜地躺在地毯上沉思。在酒店房間內，苏菲拿起DV攝影機要卡倫為即將來到的31歲生日發表感想，卡倫有點不悅地要蘇菲停止錄影，蘇菲關掉攝影後仍開玩笑說想用大腦紀錄父親的感想，卡倫回答當他11歲時無人記得自己生日，父母被提醒後只買了個玩具電話當禮物應付卡倫。故事中途穿插了成年蘇菲的夢境蒙太奇，夢中苏菲身在一處漆黑的舞廳內，透過閃爍的燈光目睹眼神迷失的卡伦隨人群起舞，然而卡倫舞蹈時露出異常痛苦的面容。成年苏菲几次尝试接近他，但都失败了。
一天晚上，蘇菲為卡倫報名卡啦OK活动，苏菲提出要和卡伦高歌一曲，但卡伦心情沉重，不顾苏菲再三坚持，拒绝上台表演。苏菲只得孤零零地走到台上唱起《Losing My Religion》。卡倫意識到自己的錯誤，提出想幫蘇菲支付歌唱補習班的費用，苏菲賭氣要卡倫不要沒錢卻裝作自己很有能力。因為與父親鬧彆扭，蘇菲没有回酒店房间，在度假村四处游荡。她去找先前遇到的青少年旅客們聊天，接著巧遇那个一起玩街機的男孩，兩人在泳池边接吻。卡伦则散步到海滩，在夜色的笼罩下浸入海里。后来苏菲回到房间，发现卡伦赤身躺在床上睡着了。隨著酒店外的救護車聲音響起，畫面鏡頭一轉來到二十年後，成年苏菲與同居女友養育一子，卡伦似乎没有出现在苏菲成年後的人生，但卡伦买的那条地毯布置在她的床邊。
隔天，父女两人一起去泡泥浴，旅途中卡倫傳授蘇菲如何打太極拳，到了泥浴池，卡倫為他昨天晚上讓蘇菲在台上尷尬而道歉，蘇菲要他不用太在意。为了给卡伦惊喜，苏菲安排其他旅客给他唱《他是一个快乐的好小伙》，庆祝他31岁生日，卡倫则在远处不為所動，他回想起昨晚從海邊回到房間的經歷，那時卡伦獨自於房间大哭，在明信片上寫下對女兒的愛。在假期的最後一晚，父女俩一同伴随着《Under Pressure》的节奏跳起舞，在溫馨的拥抱中度过。此時畫面與成年苏菲的夢境交叉剪輯，她終於穿越人群，像小時候那般與父親緊緊相擁，聲嘶力竭要卡倫停下，但卡倫主動推開蘇菲，任由自己墜入深淵。
假期結束，卡伦和苏菲回到蘇格蘭的机场，这是父女俩最后一次见面。卡伦挥手告别苏菲，苏菲登上飞机回到母亲那里。時間回到現在，蘇菲翻阅DV攝影機的录像結合自己的记忆，试图了解當時发生在她父亲身上的事情。蘇菲看著攝影機陷入思緒，此時的她與當年度假的卡倫年紀一樣，慢慢理解曾經父親經歷的痛苦。故事结尾回到了父女俩在机场分别的那一幕，卡伦用攝影機紀錄女兒的笑容，隨後把攝影機收了起来，走过机场的走廊，沒入那個黑暗的舞廳繼續狂欢。

## 演员
- 保罗·麦斯卡 饰 卡伦（Calum）
- 弗兰基·科里奥（Frankie Corio）饰 苏菲（Sophie）
  - 西莉亚·罗尔森-霍尔（英语：Celia Rowlson-Hall） 饰 成年苏菲
- 莎莉·梅沙姆（Sally Messham）饰 贝琳达（Belinda）
- 布鲁克林·图尔森（Brooklyn Toulson）饰 迈克尔（Michael）
- 斯派克·费恩（Spike Fearn）饰 奥利（Olly）
- 哈里·佩迪奥斯（Harry Perdios）饰 托比（Toby）
- 卢比·汤普森（Ruby Thompson）饰 劳拉（Laura）
- 伊桑·詹姆斯·史密斯（Ethan James Smith）饰 斯科特（Scott）
- 凯莉·科尔曼（Kayleigh Coleman）饰 简（Jane）

## 制作
《晒后假日》是夏洛特·威尔斯的首部长片电影。威尔斯称影片是“情感上的自传”，试图深入探究年轻父母与女儿关系的“不同时期”，不是她在个人首部短片《星期二》（2015年）中探索的那种。由於弗兰基·科里奥在承接劇本的指引並投注情感後，能夠沒有包袱地下戲，因此在800多份的选角名單中獲選為主演。拍摄工作在土耳其歐魯旦尼斯进行。在为期两周的排练时间里，科里奥和麦斯卡在一处度假村共处，让两人在戏中的关系显得更加真实。

## 音樂

### 原聲帶
1. Mac Prindy – "High Hopes"
2. 閃電種子（The Lightning Seeds） – "Lucky You"
3. 河流二重唱（Los del Río） – "Macarena (Bayside Boys Remix)"
4. 水叮噹（Aqua） – "My Oh My"
5. 僵直症樂隊（Catatonia） – "Road Rage"
6. 模糊樂隊（Blur） – "Tender"
7. Bran van 3000 – "Drinking in L.A."
8. Deacon Blue – "Real Gone Kid"
9. Steps – "5,6,7,8"
10. R.E.M – "Losing My Religion"
11. 正義兄弟（The Righteous Brothers） – "Unchained Melody"
12. 春巴旺巴（Chumbawamba） – "Tubthumping"
13. The Paragons – "The Tide is High"
14. 聖女合唱團（All Saints） – "Never Ever"
15. Candan Erçetin – "Gamsiz Hayat"
16. 皇后樂隊（Queen） 與大衛·寶兒（David Bowie） – "Under Pressure"

### 配樂
本電影的原創音樂由 Oliver Coates 所寫。

## 发行
电影于第75屆坎城影展国际影评人週首映，获得法式風格評審團獎（French Touch Prize of the Jury）。还参加愛丁堡國際電影節、墨尔本国际电影节、特柳赖德电影节、多倫多國際電影節、倫敦影展、紐約影展、阿德莱德电影节和鹿特丹国际电影节。
电影由MUBI在澳大利亚、法国、德国、印度、爱尔兰、意大利、拉美、西班牙、土耳其和英国发行，A24在北美发行。电影于2022年10月21日在美国上映，11月18日在英国上映，12月20日登陆视频点播平台。

## 反响

### 专业评价
汇总媒体烂番茄根据208条评论打出95%的新鲜度，平均得分8.8/10。网站共识写道：“在弗兰基·科里奥出色表演的带领下，《晒后假日》巧妙地将观众带到一处交汇点，一边是我们对所爱之人的记忆，一边是真实的他们。”Metacritic根据46条评论打出95/100的平均分，表示“普遍好评”。
《纽约时报》影评人A·O·斯科特认为影片“令人震惊、颇具毁灭性”，赞扬威尔士“几乎重塑了电影语言，解锁了电影媒介经常处于沉睡状态的潜力，揭开了意识与情感的潜在语言。”《银幕日报》的菲奥努拉·哈利根（Fionnuala Halligan）认为威尔士的探索“审慎但无情”，从而使得她成为英国影坛近年来最有前途的新人。《綜藝》杂志的盖·洛奇（Guy Lodge）认为电影“感性，移动敏锐”。《TheWrap》的卡洛斯·阿吉拉尔（Carlos Aguilar）称赞格雷戈里·奥克的摄影在“视觉层面上流动”，“让忧郁症显得容光焕发”。《帝國雜誌》的贝丝·韦伯（Beth Webb）认为影片“精心策划、感情深刻，对角色的探讨正直”，是“新一代英国电影制作人的成功之作”。
部分影评人发现本片与玛格丽特·泰特的作品有异曲同工之妙。马克·克莫德称“威尔斯的作品明显有玛格丽特·泰特电影作品的痕迹，尤其是《蓝黑永久》（Blue Black Permanent，1992年），仿佛参考了它的色调（泰特的一卷著作醒目地出现画面上）”。夏洛特·威尔斯承认泰特对她产生影响，尤其是《蓝黑永久》，因为它是“一部特别的电影，在很多方面都与我正在做的事情有关。”
2023年3月，本片在爛蕃茄發表「270部由21世紀女性執導的電影佳作」清單榜上有名。